# Arthroleptis loveridgei
Arthroleptis loveridgei es una especie de anfibios de la familia Arthroleptidae.
Es endémica de la República Democrática del Congo.